# Saint-Martin-en-Bresse
Saint-Martin-en-Bresse és un municipi francès situat al departament de Saona i Loira i a la regió de Borgonya - Franc Comtat. L'any 2009 tenia 1.845 habitants.

## Història
| Data d'elecció                           | Identitat         | Partit | Qualitat |
| ---------------------------------------- | ----------------- | ------ | -------- |
| -1977                                    | Alphonse Michelin |        |          |
| 1977-2001                                | André Juillard    | PCF    |          |
| 2008-                                    | Didier Vernay     |        |          |
| les dades anteriors no són pas conegudes |                   |        |          |
|                                          |                   |        |          |

## Demografia
| A partir de 1990: Població sense dobles comptes |